# Sneed Family
Die Sneed Family war eine US-amerikanische Country- und Rock-’n’-Roll-Gruppe, die im Nordwesten der USA populär war.

## Karriere
Die Sneed Family bestand aus Don Sneed und seinen drei Söhnen Leslie Sneed, Danny Sneed und Don Sneed, Jr. Die Sneeds begannen ab 1952, professionell als Gruppe aufzutreten. Zunächst beschränkten sie sich auf ihren Heimatort Spanaway, Washington, wurden bis 1954 aber auch im ganzen Staate Washington, in Oregon und British Columbia bekannt. Zudem absolvierte die Sneed Family Auftritte im Ranch Inn in Elko, Nevada, im 3-D's in Great Falls, Montana, und in der Cowboy Bar in Jackson, Wyoming. Auch Radio- und TV-Auftritte (KTNT, KMO, KHQ) gehörten zum regelmäßigen Programm der Gruppe.
Zeitweise wurde die Band auch um Ronnie Allen erweitert, der später in Buck Owens’ Buckaroos spielte. Später wurden die Sneeds von einem weiteren Gitarristen und einer Sängerin unterstützt.
1959 orientiere sich die Sneed Family vom Country zum Rock ’n’ Roll um. In dieser Zeit wurden auch Plattenaufnahmen für das Cascade-Label aus Spokane, Washington, produziert. Ihre erste Single im Rock-’n’-Roll-Stil war Oh, Baby Doll aus dem Jahr 1959. Neben weiteren Platten für Cascade wurde auch die beiden gemeinsamen Songs Columbus Stockade Blues / He Taught Me to Yodel mit Jackie Johnson eingespielt.
Danny Sneed zog mit seiner Frau 1974 nach Phoenix, Arizona. Leslie wurde Pastor und lebt heute in Branson, Missouri. Alle drei Brüder sind bis heute als Musiker aktiv.
Oh Baby Doll ist bis heute der einzige Song, der von der Sneed Family wiederveröffentlicht wurde.

## Diskografie
| Jahr | Titel                                                                | Label #        |
| ---- | -------------------------------------------------------------------- | -------------- |
| 1957 | Too Young for Love / Don’t Make Me Go to Bed                         | JB 1004        |
| 1959 | Date with an Angel / Stand Clear                                     | Cascade 45-101 |
| 1959 | Oh, Baby Doll / Hi - Mr. Blues (B-Seite mit Don Earl)                | Cascade 45-103 |
| 1962 | Big, Big Love / Is It Any Wonder                                     | Cascade 45-106 |
| 1962 | Columbus Stockade Blues / He Taught Me to Yodel (mit Jackie Johnson) | Cascade 45-107 |
| 1962 | My Baby’s Back / Big Jim                                             | Cascade 45-108 |